# Mufwankolo Wa Lesa
Mufwankolo Wa Lesa (né Odilon Kyembe Kaswili Mwila Bantu le 12 juillet 1935 à Kuluwa et mort dans la ville de Lubumbashi le 17 février 2021) est un homme de théâtre et humoriste congolais.

## Note et Référence
1. ↑  « Mufwankolo : icône transgénérationnelle de la culture katangaise – Jeune Afrique », sur JeuneAfrique.com, 1er juillet 2015 (consulté le 26 février 2021)
2. ↑  « Lubumbashi : décès du célèbre comédien Mufwankolo », sur Radio Okapi, 17 février 2021 (consulté le 19 février 2021)